# قلي أباد (غرغان)
قلي أباد (بالفارسية: قلی‌آباد) هي قرية تقع في غلستان في إيران. يقدر عدد سكانها بـ 1,617 نسمة .